# Marc Carbó
Marc Carbó Bellapart (Salt, 21 de mayo de 1994) es un futbolista español que juega como centrocampista en el Wisła Cracovia de la I Liga de Polonia.

## Trayectoria
Nacido en Salt, finalizó su formación como juvenil en la A. E. C. Manlleu, debutando además con el primer equipo el 19 de mayo de 2013 en una derrota por 0-3 frente al C. F. Montañesa en Tercera División. Tras ser liberado por el club, juega para el AE Cornellà del Terri y CE Farners entre 2013 y 2015. En julio de 2015 firmó por el Girona F. C., donde ya había estado como juvenil, para jugar en su filial. El 18 de julio de 2016 fue movido al C. F. Peralada, nuevo filial gerundense.
Logró debutar con el primer equipo del Girona F. C. el 30 de octubre de 2016 al entrar como suplente en los minutos finales de una victoria por 3-0 frente al C. D. Numancia en Segunda División.
Tras abandonar el club y pasar por varios clubes de la antigua Segunda División B y actual Primera Federación, el 5 de julio de 2022 se oficializó su incorporación al C. D. Lugo de la Segunda División. El equipo perdió la categoría y se marchó al Wisła Cracovia, con el que ganó la Copa de Polonia.

## Clubes
Actualizado al último partido disputado el 12 de noviembre de 2022.
| Club                     | País    | Año       | Partidos | Goles |
| ------------------------ | ------- | --------- | -------- | ----- |
| A. E. C. Manlleu         | España  | 2013      | 1        | 0     |
| A. E. Cornellà del Terri | España  | 2013-2014 | 30       | 5     |
| C. E. Farners            | España  | 2014-2015 | 31       | 3     |
| Girona F. C. "B"         | España  | 2015-2016 | 31       | 0     |
| C. F. Peralada           | España  | 2016-2017 | 32       | 2     |
| Girona F. C.             | España  | 2016      | 1        | 0     |
| U. E. Llagostera         | España  | 2017-2018 | 37       | 0     |
| C. F. Badalona           | España  | 2018-2020 | 60       | 1     |
| A. D. Mérida             | España  | 2020-2021 | 23       | 1     |
| C. D. San Fernando       | España  | 2021-2022 | 36       | 3     |
| C. D. Lugo               | España  | 2022-2023 | 30       | 0     |
| Wisła Cracovia           | Polonia | 2023-     | 67       | 2     |

## Palmarés

### Títulos nacionales
| Título          | Club           | País    | Año  |
| --------------- | -------------- | ------- | ---- |
| Copa de Polonia | Wisła Cracovia | Polonia | 2024 |